# 芒特艾里 (馬里蘭州)
芒特艾里（英語：Mount Airy）是一個位於美國馬里蘭州卡洛爾縣及弗雷德里克縣的市鎮。

## 人口
根據2020年美國人口普查的數據，芒特艾里的面積為10.71平方千米，當中陸地面積為10.68平方千米，而水域面積為0.03平方千米。當地共有人口9654人，而人口密度為每平方千米901人。